# William Henry Stanton (Politiker, 1843)

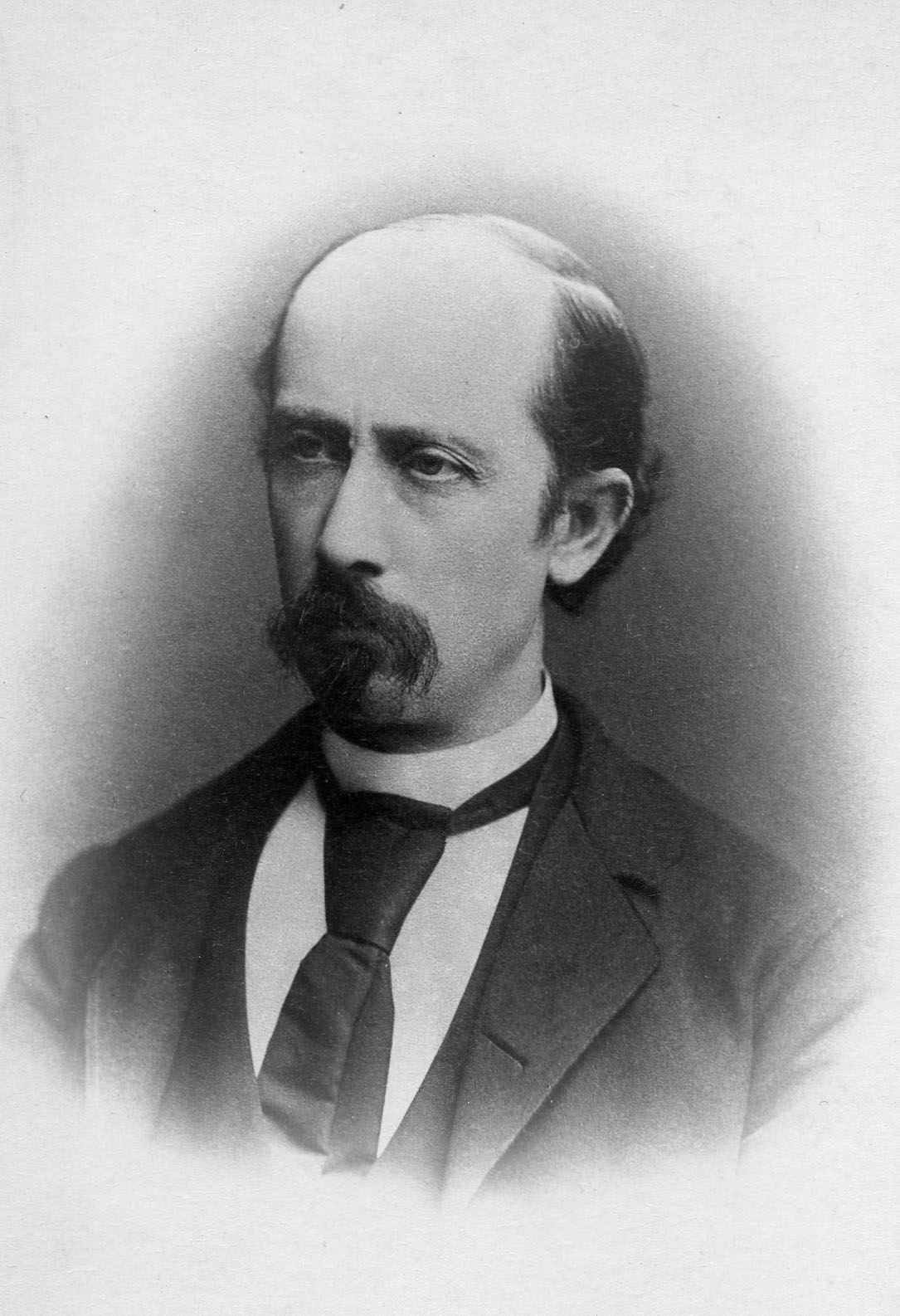
William Henry Stanton

William Henry Stanton (* 28. Juli 1843 in New York City; † 28. März 1900 in Scranton, Pennsylvania) war ein US-amerikanischer Politiker. In den Jahren 1876 und 1877 vertrat er den Bundesstaat Pennsylvania im US-Repräsentantenhaus.

## Werdegang
Noch in seiner Jugend zog William Stanton mit seinen Eltern nach Pennsylvania, wo sie sich zunächst in Carbondale und dann in Archbald niederließen. Er besuchte die öffentlichen Schulen in Archbald und das St. John’s College nahe Montrose. Nach einem anschließenden Jurastudium und seiner 1868 erfolgten Zulassung als Rechtsanwalt begann er in Scranton in diesem Beruf zu arbeiten. Zwischen 1872 und 1874 war er dort auch als Staatsanwalt tätig. Gleichzeitig schlug er als Mitglied der Demokratischen Partei eine politische Laufbahn ein. In den Jahren 1875 und 1876 saß er im Senat von Pennsylvania.
Nach dem Rücktritt des Abgeordneten Winthrop Welles Ketcham wurde Stanton bei der fälligen Nachwahl für den zwölften Sitz von Pennsylvania als dessen Nachfolger in das US-Repräsentantenhaus in Washington, D.C. gewählt, wo er am 7. November 1876 sein neues Mandat antrat. Da er bei den regulären Kongresswahlen des Jahres 1876 nicht mehr kandidierte, konnte er bis zum 3. März 1877 nur die laufende Legislaturperiode im Kongress beenden.
Zwischen 1877 und 1879 war William Stanton in seiner Heimat als Richter tätig. Danach praktizierte er wieder als Anwalt. In dieser Zeit unterstützte er die Greenback Party und setzte sich für die Arbeiterbewegung ein. Er starb am 28. März 1900 in Scranton, wo er auch beigesetzt wurde.